# 安州中國人民志願軍烈士陵園
安州中國人民志願軍烈士陵園是位於朝鮮民主主義人民共和國平安南道安州市史元厚山的中國人民志願軍烈士陵園。該陵園占地面積約4萬平方公尺，共分三層烈士墓區，且有中式牌坊、连心亭、烈士英名墙、烈士纪念碑及纪念广场等设施。陵園內埋葬包括史元厚等1156名以鐵道兵為主的志願軍士兵。

## 歷史
安州位於平壤東北約65公里處，是連接平壤及新義州的交通要道，朝鮮戰爭期間中國人民志願軍「朝鮮鐵道軍事管理總局」指揮部即位於此處，中國人民志願軍鐵道部隊攜手朝鮮人民軍鐵道部隊、鐵路職工，進行鐵路的搶修、運輸、防空和建設，維持了戰時運輸線。
1953年12月1日，志願軍鐵道兵史元厚為救起落水的朝鲜兒童而逝世，史元厚舉行葬禮時有數千朝鮮民眾自發送葬，並將安州的一處山丘命名為「史元厚山」。
1983年，朝鮮民主主義人民共和國和朝鮮勞動黨開始將志願軍陣亡將士集中安葬，安州也歷時兩年在史元厚山上建成安州中國人民志願軍烈士陵園，初時陵園占地面積約2萬平方公尺，共有7個合葬墓和兩個單人墓，安葬著史元厚及被朝鲜授予共和國英雄称号的杨连第等一千一百餘名陣亡將士。
2014年9月，中、雙方共同修繕陵園，新增连心亭、英名墙、牌坊、标语景观等设施，一年後竣工。